# Peter Rasmussen (E-Sportler)
Peter „dupreeh“ Rasmussen (* 26. März 1993) ist ein ehemaliger dänischer E-Sportler in der Disziplin Counter-Strike: Global Offensive.

## Karriere

### Beginn der professionellen Karriere in Counter-Strike: Global Offensive (2012–2013)
Rasmussen startete seine Karriere im September 2012 für das Team 3DMAX. Er spielte zunächst in vielen Qualifikationsturnieren, wobei sein Team sich für die DreamHack Winter 2012 qualifizieren konnte. Er schied dort bereits in der Gruppenphase auf dem Platz 13.–16. aus. Im Januar 2013 wechselte er zu Copenhagen Wolves. Der größte Erfolg mit den Copenhagen Wolves gelang mit einem 5.–8. Platz bei der DreamHack Winter 2013. Es war auch zugleich die erste Major-Teilnahme von Rasmussen. Durch seine starken Einzelleistungen wurde er von HLTV zum 18.-besten Spieler im Jahr 2013 gewählt.

### Wechsel zu Team Dignitas und Halbfinaleinzüge in Major-Turnieren (2014)
Im Februar 2014 wechselte er zusammen mit seinem Teamkollegen zum Team Dignitas. Das Team bestritt auch die nächsten beiden Major-Turniere ESL Major Series One Katowice 2014 und ESL One: Cologne 2014. Erlandete jeweils auf dem 3.–4. Platz. und schied damit im Halbfinale aus. Im dritten Major des Jahres, der DreamHack Winter 2014, erreichte er den Platz 5.–8. Neben den Major-Teilnahmen erreichte er bei mehreren anderen hoch dotierten Turnieren die KO-Phase. Wie auch im Jahr zuvor landete er mit dem 12. Platz in der Liste der zwanzig besten Spieler des Jahres.

### Internationale Erfolge mit Team Solomid (2015)

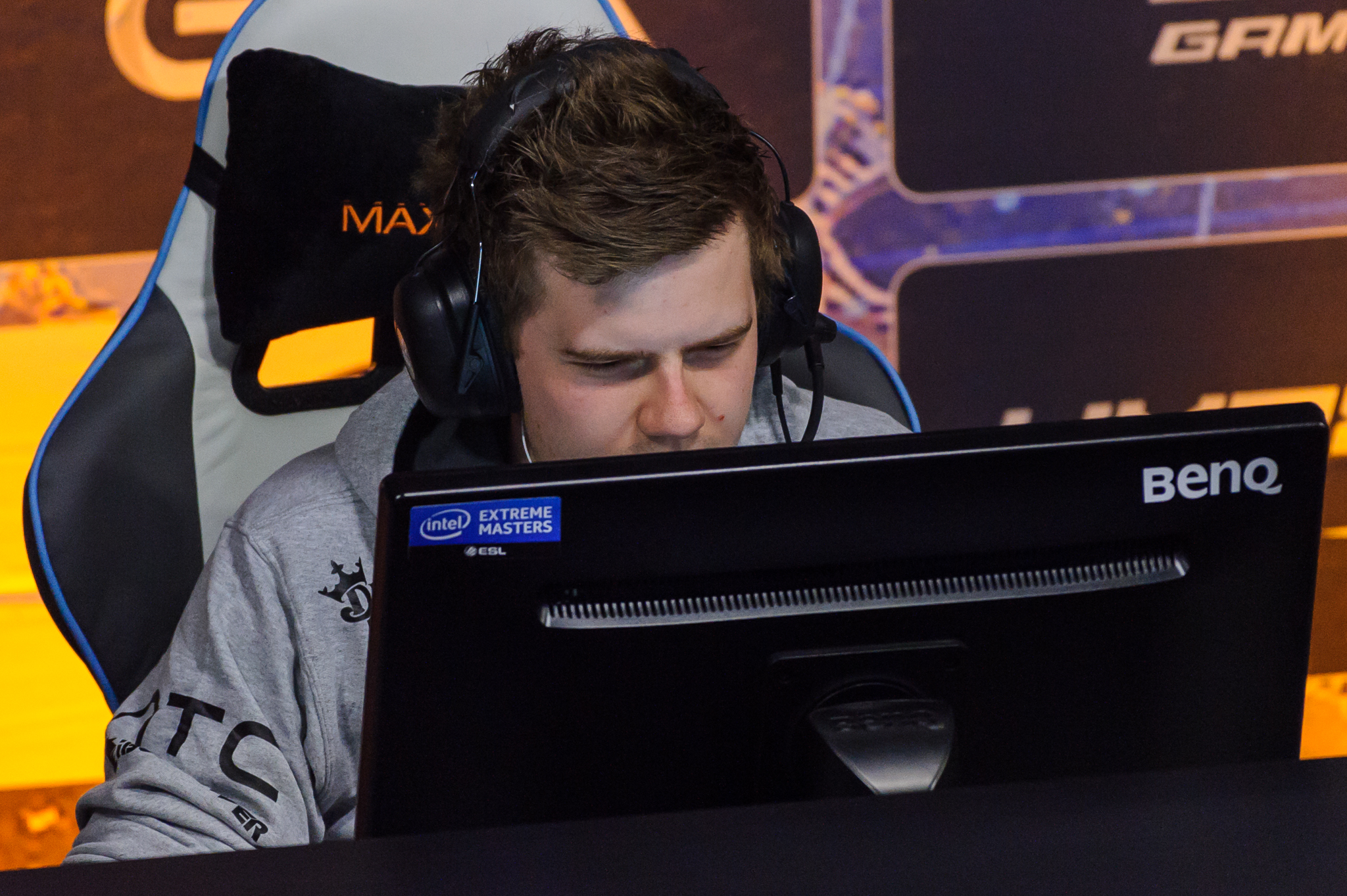
Peter Rasmussen bei der IEM San Jose 2015

Am 29. Januar 2015 wechselte Rasmussen in das Team Solomid, welches alle Spieler vom Team Dignitas verpflichtete. Das Jahr begann für ihn und sein Team mit einem 5.–8. Platz im Major ESL One: Katowice 2015. Darauf folgten Siege bei der PGL CS:GO Championship Series Kick-off Season, der Faceit League 2015 Stage I Finals, der Fragbite Masters Season 4 und bei der Faceit 2015 Stage 2 Finals. Das Team erreichte Major ESL One: Cologne 2015 im August erneut den 3.–4. Platz. Im letzten Major des Jahres, der DreamHack Open Cluj⁠-⁠Napoca 2015, wurde erneut mit dem 5.–8. Platz die KO-Phase erreicht. Am Ende des Jahres trennte sich das komplette Team von seiner Organisation. Die nächsten Turniere bestritten Rasmussen und seine Teamkollegen unter dem Namen Team Questionmark. Er wurde erneut in die Liste der besten zwanzig Spieler mit einem 12. Platz aufgenommen.

### Weltspitze mit Astralis und Gewinn von 4 Major-Turnieren (2016–2021)
Im Januar 2016 übernahm das Team Astralis Rasmussen und sein Team. Im Major MLG Major Championship: Columbus 2016 verlor er im Halbfinale gegen Natus Vincere, womit erneut nur der 3.–4. Platz erreicht wurde. Im zweiten Major des Jahres, der ESL One: Cologne 2016, erreichte das Team den 5.–8. Platz. Dabei wurde Rasmussen nach einigen Spielen im Turnier von seinem Trainer aufgrund von körperlichen Beschwerden ersetzt. Mit einem zweiten Platz bei der Eleague Season 2 und einem Sieg bei der Esports Championship Series Season 2 - Finals konnte das Team das Jahr erfolgreich beenden.
Das erste Major im Jahr 2017 konnte Rasmussen, nach zuletzt vielen guten Platzierungen, erstmals gewinnen. Sein Team gewann das Eleague Major: Atlanta 2017 mit 2:1 gegen Virtus Pro. Im nachfolgenden Major PGL Major Kraków 2017 erreichte den 3.–4. Platz. Im Jahr 2017 gab des zudem noch weitere Erfolge, wie den 2. Platz im Eleague CS:GO Premier 2017 oder den 2. Platz in der BLAST Pro Series: Copenhagen 2017. Er wurde von HLTV als zehntbester Spieler des Jahres ausgezeichnet.

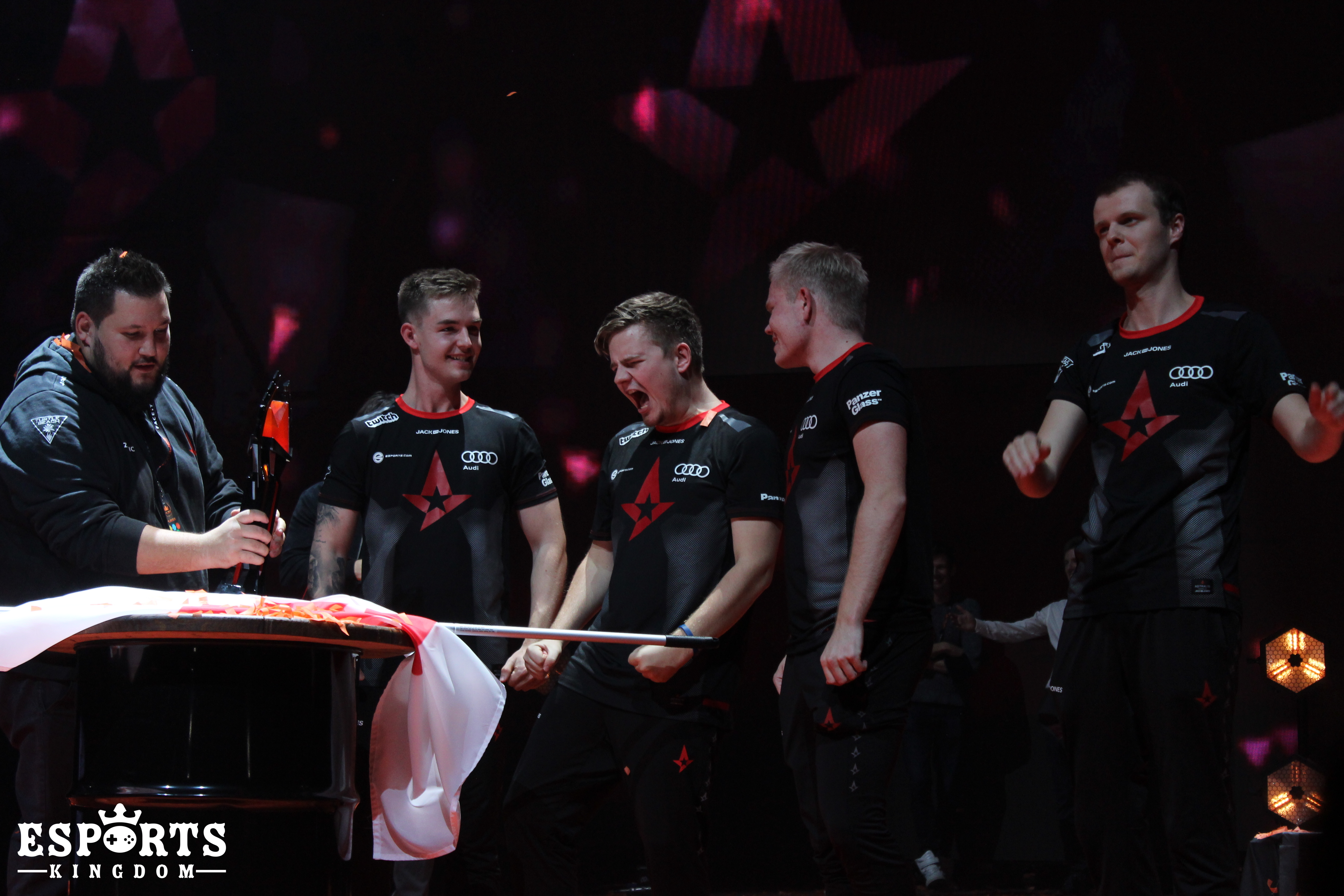
Peter Rasmussen zusammen mit Astralis nach dem Sieg beim Faceit Major: London 2018 (mittig im Bild)

Das folgende Major Eleague Major: Boston 2018 wurde auf dem 12.–14. Platz beendet. Dies war das schlechteste Major-Ergebnis von Rasmussen seit seiner ersten Teilnahme. Auf dieses Ergebnis folgten viele internationale Erfolge durch Siege bei der DreamHack Masters Marseille 2018, in der ESL Pro League Season 7, in der Esports Championship Series Season 5 und im ELEAGUE CS:GO Premier 2018. Das zweite Major des Jahres Faceit Major: London 2018 konnte Rasmussen gegen Natus Vincere gewinnen. Im gleichen Jahr folgten zudem weitere Titel in der Blast Pro Series: Istanbul 2018, im Intel Extreme Masters XIII - Chicago, in der Esports Championship Series Season 6, in der ESL Pro League Season 8 und in der Blast Pro Series: Lisbon 2018. Die vielen Turniererfolge sicherten dem Team den Erfolg eines Intel Grand Slams. Es war das erste Team, welches sich diesen Erfolg und damit ein Preisgeld von einer Million US-Dollar sichern konnte. Neben den zahlreichen Erfolgen des Teams wurde er zum fünftbesten Spieler des Jahres ausgezeichnet. Außerdem wurde Rasmussen zum besten Spieler in der ESL Pro League Season 7 gewählt.

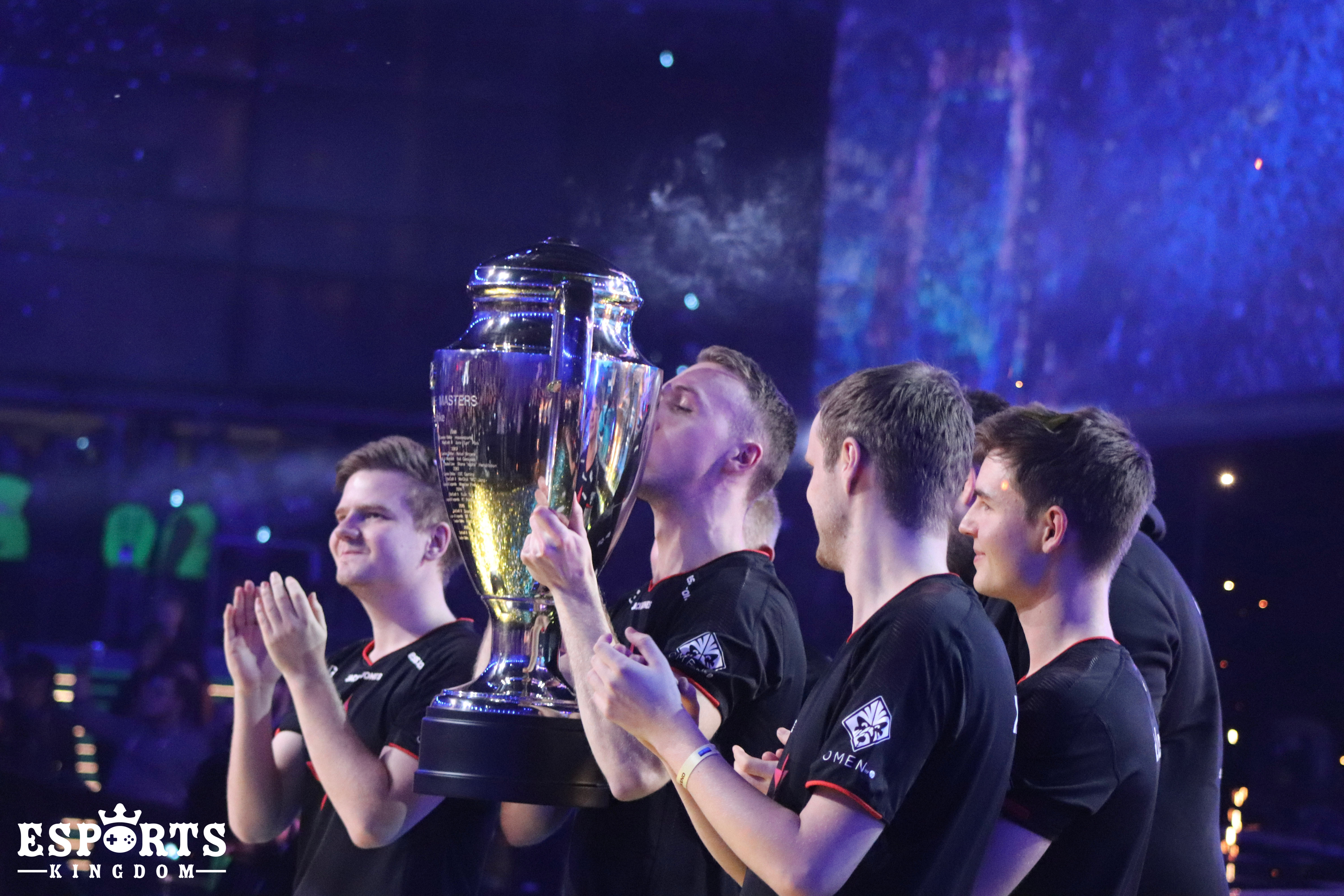
Peter Rasmussen nach dem Sieg bei der IEM Katowice 2019 (links im Bild)

2019 begann für Rasmussen mit seinem Sieg im IEM Major: Katowice 2019 mit einem 2:0-Sieg gegen Ence, erfolgreich. Darauf folgte ein Sieg in der Blast Pro Series: São Paulo 2019. Das zweite Major Turnier des Jahres StarLadder Berlin Major 2019 konnte sein Team, mit einem 2:0-Sieg über Avangar, gewinnen. Damit konnte er sein viertes Major-Turnier gewinnen. Zudem folgtenSiege im Intel Extreme Masters XIV - Beijing, in der Esports Championship Series Season 8 und beim BLAST Pro Series: Global Final 2019. Er wurde erneut mit einem 16. Platz in die Liste der Top 20 Spieler gewählt. Überdies war er der beste Spieler beim Blast Pro Series: Global Final 2019.
2020 gewann Rasmussen das Turnier ESL One: Road to Rio - Europe, welches eines der Qualifikationsturniere für das geplante Major ESL One Rio 2020 war. Darüber hinaus gewann er im Jahr 2020 ebenfalls die ESL Pro League Season 12: Europe, das DreamHack Masters Winter 2020: Europe und die Intel Extreme Masters XV - Global Challenge. Rasmussen wurde von HLTV als neuntbester Spieler 2020 ausgezeichnet.
2021 verlief für Rasmussen und sein Team nicht so erfolgreich wie zuvor. Ein 2. Platz beim Blast Premier: Global Final 2020 und ein 3.–4. Platz bei Intel Extreme Masters XVI - Cologne waren die größten Erfolge Das Major PGL Major Stockholm 2021 konnte das Team nur auf dem 12.–14. Platz beenden. Im November wurde er auf die Bank gesetzt.

### Wechsel zu Team Vitality und Gewinn des fünften Major-Titels (2022–2023)
Im Januar 2022 wechselte er zusammen mit seinem Mitspieler Emil Reif und seinem Trainer Danny Sørensen zu Team Vitality. In diesem Jahr gewann er die ESL Pro League Season 16 und er erzielte den zweiten Platz in dem Blast Premier: Spring Finals 2022. Das PGL Major Antwerp 2022 beendete er auf dem geteilten 9.–11. Platz, während er das IEM Major: Rio 2022 auf dem 12.–14. Rang abschloss.
2023 siegte er zunächst bei der Intel Extreme Masters Rio 2023. Im BLAST.tv Major: Paris 2023, dem letzten Major-Turnier in Counter-Strike: Global Offensive, konnte er nach einem 2:0-Sieg gegen GamerLegion seinen fünften Major-Titel gewinnen. Nach einem zweiten Rang im Blast Premier: Spring Final 2023 wurde er im Juni auf die Bank gesetzt, während Shahar Shushan seinen Platz in der aktiven Startaufstellung übernahm.

### Transition zu Counter-Strike 2 und Karriereende (2023–2025)
Im Oktober wechselte er mit einem kurzfristigen Vertrag bis Ende des Jahres 2023 zur dänischen Organisation Heroic. Im Dezember wechselte er zum dänischen Team Preasy Esport. Nachdem er als einziger Spieler an allen Major-Turnieren in Counter-Strike: Global Offensive teilnahm, verpasste er die Qualifikation für das erste Major in Counter-Strike 2 nach einer Niederlage gegen Guild Eagles im RMR-Turnier. Im März 2024 wechselte er zur saudi-arabischen Organisation Team Falcons. In diesem Jahr erreichte Rasmussen den zweiten Rang in der ESL Challenger at DreamHack Summer 2024 sowie das Halbfinale in der BetBoom Dacha Belgrade 2024. Nachdem er mit seinem Team die Qualifikation für das zweite Major des Jahres verpasst hatte, wurde er im November auf die Bank gesetzt. Im Mai 2025 verließ er das Team. Im Juni beendete er seine Karriere.

## Erfolge
Die folgende Tabelle zeigt die wichtigsten Erfolge von Rasmussen. Da Counter-Strike in Fünferteams gespielt wird, entsprechen die dargestellten Preisgelder einem Fünftel des gewonnenen Gesamtpreisgeldes des jeweiligen Teams.
| Jahr | Platz   | Turnier                                                       | Team              | Preisgeld   |
| ---- | ------- | ------------------------------------------------------------- | ----------------- | ----------- |
| 2013 | 3. – 4. | ESL Major Series One - Fall 2013                              | Copenhagen Wolves | 0800 $      |
| 2013 | 3. – 4. | Fragbite Masters Season 1                                     | über G33KZ        | 011.500 DKK |
| 2014 | 3. – 4. | EMS One Katowice 2014                                         | Team Dignitas     | 04.400 $    |
| 2014 | 1.      | Fragbite Masters Season 2                                     | Team Dignitas     | 012.000 SEK |
| 2014 | 3. – 4. | ESL One Cologne 2014                                          | Team Dignitas     | 04.400 $    |
| 2015 | 1.      | PGL CS:GO Championship Series Kick-off Season Finals Season 1 | Team SoloMid      | 08.000 $    |
| 2015 | 1.      | Faceit League 2015 Stage 1                                    | Team SoloMid      | 06.800 $    |
| 2015 | 1.      | Fragbite Masters Season 4                                     | Team SoloMid      | 045.000 SEK |
| 2015 | 3. – 4. | ESL One Cologne 2015                                          | Team SoloMid      | 04.400 $    |
| 2015 | 2.      | ESL ESEA Pro League Dubai Invitational 2015                   | Team SoloMid      | 012.000 $   |
| 2016 | 3. – 4. | DreamHack Leipzig 2016                                        | Astralis          | 02.000 $    |
| 2016 | 3. – 4. | MLG Major Championship: Columbus 2016                         | Astralis          | 014.000 $   |
| 2016 | 3. – 4. | ESL Intel Extreme Masters XI – Oakland                        | Astralis          | 05.800 $    |
| 2016 | 2.      | Eleague Season 2                                              | Astralis          | 028.000 $   |
| 2016 | 1.      | Esports Championship Series Season 2 – Finals                 | Astralis          | 050.000 $   |
| 2017 | 1.      | Eleague Major: Atlanta 2017                                   | Astralis          | 0100.000 $  |
| 2017 | 3. – 4. | DreamHack Masters Las Vegas 2017                              | Astralis          | 05.000 $    |
| 2017 | 1.      | Intel Extreme Masters XI – World Championship                 | Astralis          | 020.800 $   |
| 2017 | 2.      | Star Ladder i-League StarSeries Season 3                      | Astralis          | 010.000 $   |
| 2017 | 3. – 4. | Intel Extreme Masters XII – Sydney                            | Astralis          | 04.000 $    |
| 2017 | 3. – 4. | PGL Major: Kraków 2017                                        | Astralis          | 014.000 $   |
| 2017 | 2.      | Blast Pro Series: Copenhagen 2017                             | Astralis          | 010.000 $   |
| 2018 | 1.      | DreamHack Masters Marseille 2018                              | Astralis          | 020.000 $   |
| 2018 | 2.      | Intel Extreme Masters XIII - Sydney                           | Astralis          | 08.400 $    |
| 2018 | 1.      | ESL Pro League Season 7 - Finals                              | Astralis          | 050.000 $   |
| 2018 | 1.      | Esports Championship Series Season 5 - Finals                 | Astralis          | 050.000 $   |
| 2018 | 1.      | Eleague CS:GO Premier 2018                                    | Astralis          | 0100.000 $  |
| 2018 | 2.      | DreamHack Masters Stockholm 2018                              | Astralis          | 010.000 $   |
| 2018 | 1.      | Faceit Major: London 2018                                     | Astralis          | 0100.000 $  |
| 2018 | 1.      | Blast Pro Series: Istanbul 2018                               | Astralis          | 025.000 $   |
| 2018 | 1.      | Intel Extreme Masters XIII - Chicago                          | Astralis          | 020.000 $   |
| 2018 | 1.      | Esports Championship Series Season 6 - Finals                 | Astralis          | 050.000 $   |
| 2018 | 1.      | ESL Pro League Season 8 - Finals                              | Astralis          | 050.000 $   |
| 2018 | 1.      | Blast Pro Series: Lisbon 2018                                 | Astralis          | 025.000 $   |
| 2019 | 1.      | IEM Major: Katowice 2019                                      | Astralis          | 0100.000 $  |
| 2019 | 1.      | Blast Pro Series: São Paulo 2019                              | Astralis          | 025.000 $   |
| 2019 | 1.      | StarLadder Major: Berlin 2019                                 | Astralis          | 0100.000 $  |
| 2019 | 2.      | ESL One: New York 2019                                        | Astralis          | 08.000 $    |
| 2019 | 1.      | Intel Extreme Masters XIV - Beijing                           | Astralis          | 025.000 $   |
| 2019 | 1.      | Esports Championship Series Season 8 - Finals                 | Astralis          | 045.000 $   |
| 2019 | 1.      | Blast Pro Series: Global Final 2019                           | Astralis          | 070.000 $   |
| 2020 | 3.      | ESL Pro League Season 11: Europe                              | Astralis          | 010.600 $   |
| 2020 | 1.      | ESL One: Road to Rio - Europe                                 | Astralis          | 06.600 $    |
| 2020 | 1.      | Blast Premier: Fall 2020                                      | Astralis          | 017.000 $   |
| 2020 | 1.      | Intel Extreme Masters XV - Global Challenge                   | Astralis          | 040.000 $   |
| 2021 | 3. – 4. | IEM Cologne 2021                                              | Astralis          | 016.000 $   |
| 2022 | 2.      | Blast Premier: Spring Finals 2022                             | Team Vitality     | 017.000 $   |
| 2022 | 1.      | ESL Pro League Season 16                                      | Team Vitality     | 040.000 $   |
| 2023 | 1.      | Intel Extreme Masters Rio 2023                                | Team Vitality     | 020.000 $   |
| 2023 | 1.      | BLAST.tv Major: Paris 2023                                    | Team Vitality     | 0100.000 $  |
| 2023 | 2.      | Blast Premier: Spring Final 2023                              | Team Vitality     | 017.000 $   |
| 2024 | 3. – 4. | BetBoom Dacha Belgrade 2024                                   | Team Falcons      | 010.000 $   |
| 2024 | 2.      | ESL Challenger at DreamHack Summer 2024                       | Team Falcons      | 04.000 $    |

## Auszeichnungen
- 18. Platz im HLTV.org-Ranking der Besten 20 CS:GO-Spieler des Jahres 2013[2]
- 16. Platz im HLTV.org-Ranking der Besten 20 CS:GO-Spieler des Jahres 2014[3]
- 12. Platz im HLTV.org-Ranking der Besten 20 CS:GO-Spieler des Jahres 2015[4]
- 10. Platz im HLTV.org-Ranking der Besten 20 CS:GO-Spieler des Jahres 2017[5]
- 5. Platz im HLTV.org-Ranking der Besten 20 CS:GO-Spieler des Jahres 2018[6]
- 16. Platz im HLTV.org-Ranking der Besten 20 CS:GO-Spieler des Jahres 2019[8]
- 9. Platz im HLTV.org-Ranking der Besten 20 CS:GO-Spieler des Jahres 2020[10]

## Trivia
Peter Rasmussen ist der einzige Spieler, welcher fünf Major-Turniere gewinnen konnte. Mit neunzehn Major-Teilnahmen ist er zudem der einzige Spieler, welcher an allen Major-Turnieren in Counter-Strike: Global Offensive teilnahm. Mit Andreas Højsleth und Nicolai Reedtz spielte er als Trio über sieben Jahre zusammen, welches damit eines der längsten bestehenden Counter-Strike: Global Offensive-Spielertrios aller Zeiten ist. Überdies ist Rasmussen der erste E-Sportler in der Disziplin Counter-Strike: Global Offensive, welcher ein Preisgeld von zwei Millionen US-Dollar einnehmen konnte.
Rasmussen gab im Rahmen der Blast Bounty 2025 Season 1 im Januar 2025 sein Debüt als Kommentator.